# Cento e cinquenta e três
Cento e cinquenta e três (153) é um número inteiro, ímpar, sucessor de 152 e antecessor de 154.

## Propriedades matemáticas

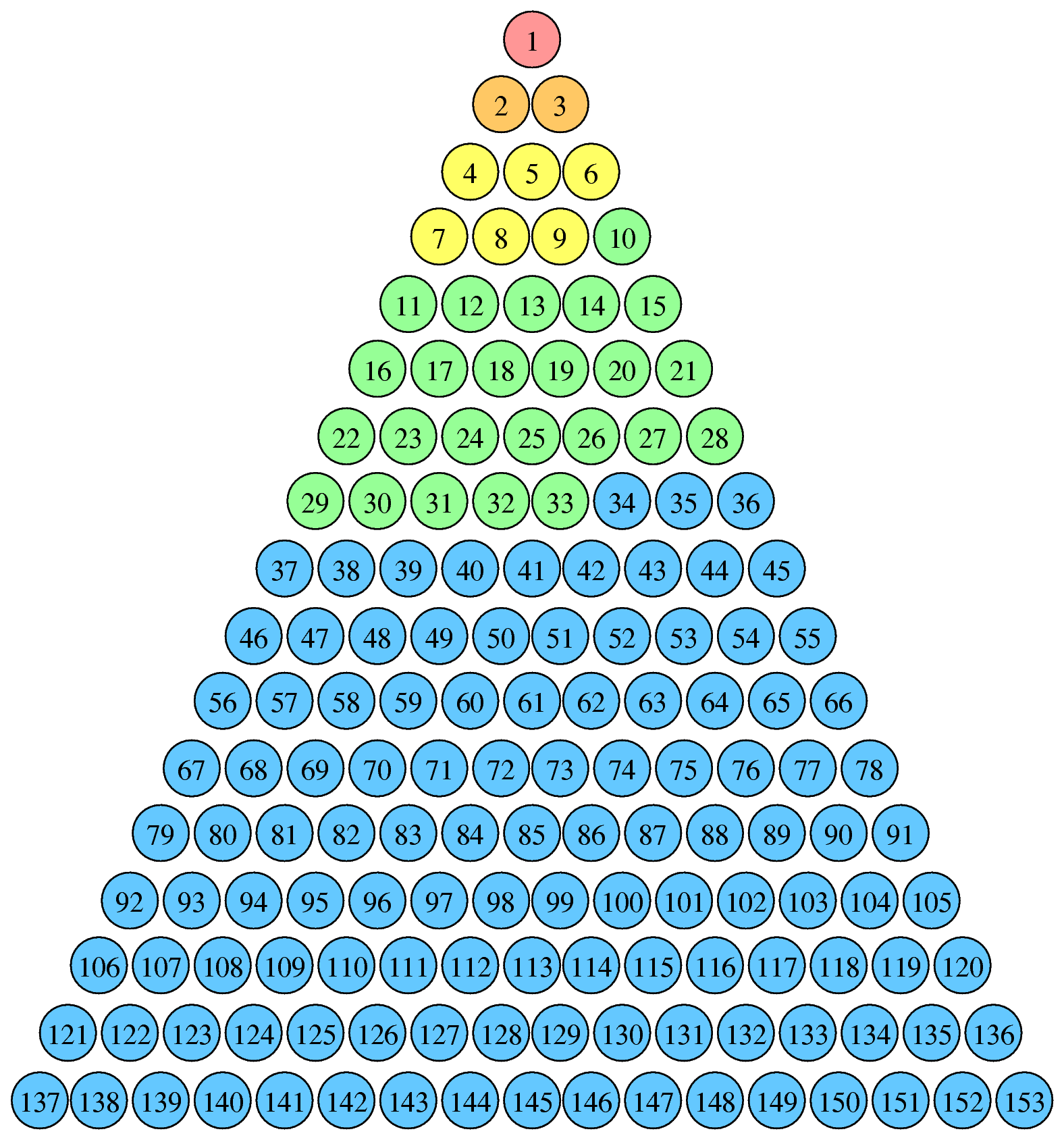
O número 153 é o 17º número triangular. As cores mostram que 153 também é a soma dos cinco primeiros fatoriais positivos.

Como um número triangular, 153 é a soma dos primeiros 17 inteiros e também é a soma dos cinco primeiros fatoriais positivos: {\displaystyle 1!+2!+3!+4!+5!}. O número 153 também é um número hexagonal.
Os fatores primos distintos de 153 somam 20, e o mesmo ocorre com os de 154; portanto, os dois formam um par de Rute-Aaron.
Já que {\displaystyle 153=1^{3}+5^{3}+3^{3}}, ele é um número narcisista de terceira ordem, e é também o menor número de três dígitos que pode ser expresso como a soma de cubos de seus dígitos. Apenas cinco outros números podem ser expressos como a soma dos cubos de seus dígitos: 0, 1, 370, 371 e 407. É também um número de Friedman, já que 153 = 3 × 51, e um número Harshad na base 10, sendo divisível pela soma de seus próprios dígitos.
O grafo de Biggs-Smith é um grafo simétrico com 153 arestas, todas equivalentes.
Seus divisores são 1, 3, 9, 17 e 51, além dele mesmo. Sendo a soma desses divisores = 81 < 153, trata-se de um número deficiente. Também não é um quadrado perfeito, sua radiciação é aproximadamente 12.3693168768.
Outra característica do número 153 é que ele é o limite do seguinte algoritmo:
1. Pegue um número inteiro positivo aleatório, divisível por três
2. Divida esse número em seus 10 dígitos básicos
3. Pegue a soma de seus cubos
4. Volte para a segunda etapa

Um exemplo, começando com o número 84:
{\displaystyle {\begin{aligned}8^{3}+4^{3}&=&512+64&=&576\\5^{3}+7^{3}+6^{3}&=&125+343+216&=&684\\6^{3}+8^{3}+4^{3}&=&216+512+64&=&792\\7^{3}+9^{3}+2^{3}&=&343+729+8&=&1080\\1^{3}+0^{3}+8^{3}+0^{3}&=&1+0+512+0&=&513\\5^{3}+1^{3}+3^{3}&=&125+1+27&=&153\\1^{3}+5^{3}+3^{3}&=&1+125+27&=&153\end{aligned}}}

## Na Bíblia

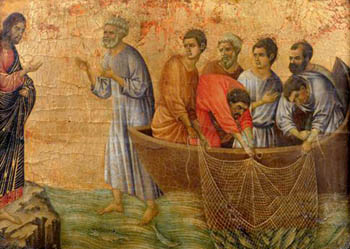
Aparecimento no Lago Tiberíades por Duccio, século XIV, mostrando Jesus e os 7 discípulos de pescadores (com São Pedro saindo do barco).

O Evangelho de João (capítulo 21: 1–14) inclui a narrativa da pesca milagrosa de 153 peixes como a terceira aparição de Jesus após sua ressurreição.
A precisão do número de peixes nesta narrativa há muito é considerada peculiar, e muitos estudiosos, ao longo da história, argumentaram que 153 tem um significado mais profundo. Jerônimo, por exemplo, escreveu que a Halieutica de Opiano listou 153 espécies de peixes, embora este não pudesse ter sido o significado pretendido pelo escritor do Evangelho porque Opiano compôs Halieutica depois que o texto do Evangelho foi escrito, e de qualquer forma nunca deu uma lista de espécies de peixes que claramente somam 153.
Cornélio à Lapide escreve que “a multidão de peixes representa misticamente a multidão de fiéis que Pedro e os Apóstolos depois apanharam na rede da pregação evangélica e converterem a Cristo”.
Agostinho de Hipona argumentou que o significado está no fato de que 153 é a soma dos primeiros 17 inteiros (ou seja, 153 é o 17º número triangular), com 17 representando a combinação da graça divina (os sete dons do Espírito Santo) e da lei (os Dez Mandamentos). O teólogo D. A. Carson discute esta e outras interpretações e conclui que "se o evangelista tem algum simbolismo em mente relacionado com o número 153, ele o escondeu bem", enquanto outros estudiosos observam que "nenhum significado simbólico para o número de 153 peixe em João 21:11 recebeu amplo apoio."
Escritores que reivindicam um papel importante para Maria Madalena notaram que em isopsefia grega seu epíteto "η Μαγδαληνή" carrega o número 8 + 40 + 1 + 3 + 4 + 1 + 30 + 8 + 50 + 8 = 153, assim, sugere-se, revelando sua importância. Da mesma forma, a frase "τὸ δίκτυον" (a rede) usada na passagem carrega o número 1224 = 8 × 153, como algumas outras frases. O significado disso não é claro, dado que o grego koiné oferece uma escolha de várias desinências de substantivos com diferentes valores de isopsefia. O número 153 também foi relacionado à vesica piscis ou mandorla, com a alegação de que Arquimedes usou 153 como uma "taquigrafia ou abreviatura" para a raiz quadrada de 3 em seu Medida do Círculo. No entanto, o exame desse trabalho mostra que isso está apenas parcialmente correto.
Evágrio Pôntico referiu-se à captura de 153 peixes, bem como às propriedades matemáticas do número (153 = 100 + 28 + 25, com 100 um número quadrado, 28 um número triangular e 25 um número circular) ao descrever sua obra de 153 capítulos sobre oração. Louis de Montfort, em seu quinto método de rezar o Rosário, conecta a captura de 153 peixes com o número de Ave-Marias ditas (3 mais 15 conjuntos de 10), enquanto a St Paul's School em Londres foi fundada em 1512 por John Colet para ensinar 153 filhos de homens pobres, também em referência à captura.